# Gyttegårds Plantage
Gyttegårds Plantage, beliggende i Hejnsvig Sogn mellem Hejnsvig og Billund, er en plantage, hvis historie går tilbage til 1899, hvor den blev plantet af bankdirektør Heide, som var med i bestyrelsen for Ø.K.. På grund af sine forretningsinteresser i Siam (Thailand) kaldte han plantagen for "Siam". 
Dens nuværende navn fik plantagen i 1908, da grosserer Andreas Petersen købte plantagen og herefter kaldte plantagen Gyttegård efter sin Kone, som havde kælenavnet "Gytte". 
Plantagen ligger mellem de fredede heder Grene Sande og Store Råbjerg.
Ved Gyttegårds Plantage ligger også Gyttegårds Golfklub. 
I 2016 indledte Naturstyrelsen et projekt med at slippe sandet løs, ved at fjerne overjorden på et 70 hektar stort område, der  blev skovet for fire år siden. Hensigten er at genskabe tidligere tiders sandflugt og genskabe de åbne hede og  klitarealer, der var i området inden der kom skov, for  at fremme  forskellige typer af insekter, græsser og mosser.